# گرگور شلیرنزاور
گرگور شلیرنزاور (انگلیسی: Gregor Schlierenzauer؛ زاده ۷ ژانویهٔ ۱۹۹۰) یک ورزشکار، و اسکی‌باز پرش اهل اتریش است.